# 拉達陶里亞蒂足球會
拉達陶里亞蒂足球會（俄语：ФК "Лада" Тольятти）是俄羅斯一個足球球會，總部設在陶里亞蒂。

## 外部連結
- 官方網站 （俄文）